# Plateau et corniches du Guilhaumard
Plateau et corniches du Guilhaumard este o arie protejată (sit de importanță comunitară — SCI) din Franța întinsă pe o suprafață de 3.744 ha, integral pe uscat.

## Localizare
Centrul sitului Plateau et corniches du Guilhaumard este situat la coordonatele 43°51′19″N 3°10′58″E / 43.85528°N 3.18278°E.

## Înființare
Situl Plateau et corniches du Guilhaumard a fost declarat arie specială de conservare în baza directivei 92/43 din 1992 referitoare la conservarea habitatelor naturale și a faunei și florei sălbatice pentru a proteja 6 specii de animale.

## Biodiversitate
Situată în ecoregiunea mediteraneană, aria protejată conține 14 habitate naturale: Formațiuni stabile xerotermofile de Buxus sempervirens pe pante stâncoase (Berberidion p.p.), Pajiști carstice calcaroase sau bazofile, de Alysso-Sedion albi, Pajiști uscate seminaturale și facies de acoperire cu tufișuri pe substraturi calcaroase (Festuco-Brometalia) (* situri importante pentru orhidee), Pante stâncoase calcaroase cu vegetație casmofită, Peșteri inaccesibile publicului, Ape puternic oligomezotrofe cu vegetație bentonică cu Chara spp., Păduri pe pante, grohotișuri și ravene de Tilio-Acerion, Liziere de ierburi înalte hidrofile de câmpie și de nivel montan până la alpin, Pajiști umede mediteraneene cu ierburi înalte de Molinio-Holoschoenion, Pseudostepă cu ierburi și specii anuale de Thero-Brachypodietea, Păduri de fag din Europa Centrală dezvoltate pe sol calcaros cu Cephalanthero-Fagion, Râuri de munte și vegetația lor lemnoasă cu Salix elaeagnos, Izvoare petrifiante cu formare de travertin (Cratoneurion), Fânețe de joasă altitudine (Alopecurus pratensis, Sanguisorba officinalis).
La baza desemnării sitului se află mai multe specii protejate:
- mamifere (4): liliac cârn (Barbastella barbastellus), liliac cu urechi de șoarece (Myotis blythii), liliacul mare cu potcoavă (Rhinolophus ferrumequinum), liliacul mic cu potcoavă (Rhinolophus hipposideros)
- nevertebrate (2): fluturele auriu (Euphydryas aurinia), Rosalia alpina

Pe lângă speciile protejate, pe teritoriul sitului au mai fost identificate 31 de specii de plante, 1 specie de păsări, 2 specii de nevertebrate.